# Vlag van Valburg

Vlag van de gemeente Valburg
(1954-2001)

De vlag van Valburg is het gemeentelijk dundoek van de voormalige gemeente Valburg in de Nederlandse provincie Gelderland. De vlag werd op 9 augustus 1954 per raadsbesluit aangenomen.
De beschrijving luidt:
Twee banen van gelijke lengte van rood en wit.
De kleuren van de vlag zijn ontleend aan die van het (eerste) gemeentewapen.
Op 1 januari 2001 is Valburg opgegaan in de gemeente Overbetuwe, waarmee de vlag als gemeentevlag kwam te vervallen.

## Verwante afbeelding

Wapen van Valburg

Ammerzoden 
· Angerlo 
· Batenburg 
· Beesd 
· Bemmel 
· Bergh 
· Bergharen 
· Beusichem 
· Borculo 
· Brakel 
· Didam 
· Dinxperlo 
· Dodewaard 
· Dreumel 
· Echteld 
· Eibergen 
· Elst 
· Ewijk 
· Geldermalsen 
· Gendringen 
· Gendt 
· Gorssel 
· Groenlo 
· Groesbeek 
· Hedel 
· Heerewaarden 
· Hemmen 
· Hengelo 
· Herwen en Aerdt 
· Heteren 
· Heukelum 
· Hoevelaken 
· Horssen 
· Huissen 
· Hummelo en Keppel 
· Hurwenen 
· Kerkwijk 
· Kesteren 
· Laren 
· Lichtenvoorde 
· Lienden 
· Lingewaal 
· Maurik 
· Millingen aan de Rijn 
· Neede 
· Neerijnen 
· Overasselt 
· Rijnwaarden 
· Rossum 
· Ruurlo 
· Steenderen 
· Ubbergen 
· Valburg 
· Vorden 
· Wadenoijen 
· Wamel 
· Warnsveld 
· Wehl 
· Wisch 
· Zelhem 
· Zoelen